# Football Club de Nantes 1979-1980
Questa voce raccoglie le informazioni riguardanti il Football Club de Nantes nelle competizioni ufficiali della stagione 1979-1980.

## Maglia e sponsor
Lo sponsor tecnico per la stagione 1979-1980 è Adidas, mentre lo sponsor ufficiale è Europe 1.
| Manica sinistra · Manica sinistra · Maglietta · Maglietta · Manica destra · Manica destra · Pantaloncini · Pantaloncini · Calzettoni · Calzettoni |

## Organigramma societario
Area direttiva
- Presidente: Louis Fonteneau

Area tecnica
- Direttore sportivo: Robert Budzynski
- Allenatore: Jean Vincent

## Rosa
Fonte:
| N. |                    | Ruolo | Calciatore                 |
| -- | ------------------ | ----- | -------------------------- |
|    | Francia (bandiera) | P     | Jean-Paul Bertrand-Demanes |
|    | Francia (bandiera) | P     | Jean-Marc Desrousseaux     |
|    | Francia (bandiera) | D     | William Ayache             |
|    | Francia (bandiera) | D     | Michel Bibard              |
|    | Francia (bandiera) | D     | Maxime Bossis              |
|    | Francia (bandiera) | D     | Henri Michel               |
|    | Francia (bandiera) | D     | Fabrice Poulain            |
|    | Francia (bandiera) | D     | Patrice Rio                |
|    | Francia (bandiera) | D     | Thierry Tusseau            |
|    | Francia (bandiera) | C     | Bruno Baronchelli          |

| N. |                      | Ruolo | Calciatore       |
| -- | -------------------- | ----- | ---------------- |
|    | Francia (bandiera)   | C     | Oscar Muller     |
|    | Francia (bandiera)   | C     | Gilles Rampillon |
|    | Francia (bandiera)   | D     | José Touré       |
|    | Argentina (bandiera) | D     | Enzo Trossero    |
|    | Francia (bandiera)   | A     | Loïc Amisse      |
|    | Francia (bandiera)   | A     | Henri Aniol      |
|    | Francia (bandiera)   | A     | Éric Pécout      |
|    | Francia (bandiera)   | A     | Fabrice Picot    |
|    | Argentina (bandiera) | A     | Víctor Trossero  |

## Risultati

### Coppa delle Coppe
| Arbitro: | Lund-Sørensen |

|  |           |               |
|  | Marcatori | 26’ Rampillon |

| Arbitro: | de Almeira |

|                                                             |           |  |
| Trossero 3’, 65’ Pécout 19’, 52’, 85’ Rampillon 29’ Rio 41’ | Marcatori |  |

| Arbitro: | Bridges |

|                           |           |                                 |
| Pécout 59’, 73’ Touré 84’ | Marcatori | 63’ (rig.), 68’ (rig.) Răducanu |

| Arbitro: | Dörflinger-Buser |

|             |           |                       |
| Ionescu 16’ | Marcatori | 60’ Pécout 83’ Amisse |

| Arbitro: | Eriksson |

|  |           |                        |
|  | Marcatori | 57’ Tusseau 86’ Pécout |

| Arbitro: | Corver |

|                      |           |                                    |
| Michel 43’ Touré 70’ | Marcatori | 21’ Minaev 40’ Gazzaev 88’ Kolesov |

| Arbitro: | Eschweiler |

|                      |           |            |
| Baronchelli 26’, 80’ | Marcatori | 54’ Kempes |

| Arbitro: | Ponnet |

|                                                     |           |  |
| Bonhof 10’ Michel 42’ (aut.) Kempes 59’, 78’ (rig.) | Marcatori |  |

## Statistiche

### Andamento in campionato
| Giornata  | 1 | 2 | 3 | 4 | 5 | 6 | 7 | 8 | 9 | 10 | 11 | 12 | 13 | 14 | 15 | 16 | 17 | 18 | 19 | 20 | 21 | 22 | 23 | 24 | 25 | 26 | 27 | 28 | 29 | 30 | 31 | 32 | 33 | 34 | 35 | 36 | 37 | 38 |
| --------- | - | - | - | - | - | - | - | - | - | -- | -- | -- | -- | -- | -- | -- | -- | -- | -- | -- | -- | -- | -- | -- | -- | -- | -- | -- | -- | -- | -- | -- | -- | -- | -- | -- | -- | -- |
| Luogo     | T | T | C | T | C | T | C | T | C | T  | C  | T  | C  | T  | C  | T  | C  | T  | C  | C  | T  | C  | T  | C  | T  | C  | T  | C  | T  | C  | T  | C  | T  | C  | T  | C  | T  | C  |
| Risultato | V | V | N | N | V | V | V | P | N | P  | V  | N  | V  | N  | V  | V  | V  | P  | V  | V  | P  | V  | V  | V  | P  | V  | P  | V  | V  | V  | P  | V  | V  | V  | V  | V  | V  | V  |
| Posizione | 3 | 1 | 2 | 4 | 2 | 2 | 2 | 3 | 3 | 6  | 3  | 3  | 3  | 2  | 2  | 2  | 2  | 2  | 2  | 2  | 3  | 3  | 3  | 2  | 3  | 3  | 3  | 3  | 1  | 1  | 3  | 3  | 2  | 1  | 1  | 1  | 1  | 1  |

Fonte:  France » Ligue 1 1979/1980 » Schedule, su worldfootball.net.
Legenda:

Luogo: C = Casa; T = Trasferta. Risultato: V = Vittoria; N = Pareggio; P = Sconfitta.

### Presenze e reti
| Giocatore             | Division 1 | Division 1 | Coppa di Francia | Coppa di Francia | Coppa delle Coppe | Coppa delle Coppe | Totale   | Totale |
| Giocatore             | Presenze   | Reti       | Presenze         | Reti             | Presenze          | Reti              | Presenze | Reti   |
| --------------------- | ---------- | ---------- | ---------------- | ---------------- | ----------------- | ----------------- | -------- | ------ |
| L. Amisse             | 34         | 8          | 3                | 1                | 7                 | 1                 | 44       | 10     |
| H. Aniol              | 1          | 0          | 0                | 0                | 0                 | 0                 | 1        | 0      |
| W. Ayache             | 21         | 0          | 2                | 0                | 3                 | 0                 | 26       | 0      |
| B. Baronchelli        | 29         | 4          | 3                | 0                | 5                 | 2                 | 37       | 6      |
| J.P. Bertrand-Demanes | 35         | -27        | 3                | -4               | 8                 | -11               | 46       | -42    |
| M. Bibard             | 4          | 0          | 1                | 0                | 1                 | 0                 | 6        | 0      |
| M. Bossis             | 33         | 3          | 1                | 0                | 7                 | 0                 | 41       | 3      |
| J.M. Desrousseaux     | 3          | -3         | 0                | 0                | 0                 | 0                 | 3        | -3     |
| H. Michel             | 34         | 2          | 2                | 1                | 8                 | 1                 | 44       | 4      |
| O. Muller             | 36         | 5          | 2                | 2                | 7                 | 0                 | 45       | 7      |
| É. Pécout             | 34         | 13         | 2                | 1                | 7                 | 7                 | 43       | 21     |
| F. Picot              | 6          | 1          | 2                | 0                | 1                 | 0                 | 9        | 1      |
| G. Rampillon          | 37         | 10         | 3                | 0                | 8                 | 2                 | 48       | 12     |
| P. Rio                | 36         | 4          | 2                | 0                | 8                 | 1                 | 46       | 5      |
| J. Touré              | 10         | 4          | 1                | 0                | 4                 | 2                 | 15       | 6      |
| E. Trossero           | 35         | 6          | 3                | 0                | 7                 | 0                 | 45       | 6      |
| V. Trossero           | 31         | 13         | 3                | 0                | 7                 | 2                 | 41       | 15     |
| T. Tusseau            | 34         | 2          | 3                | 0                | 8                 | 1                 | 45       | 3      |